# لي هانسن
لي هانسن (3 ديسمبر 1972 في أستراليا - ) (بالإنجليزية: Lea Hansen)‏ هو لاعب كريكت أسترالي. شارك مع منتخب أستراليا للكريكت. أما مع النوادي، فقد لعب مع آي سي تي كومتس ‏.

## وصلات خارجية
- لي هانسن على موقع إي آس بي آن كريك إنفو (الإنجليزية)